# Попытка № 5 (песня)
«Попытка № 5» — первый сингл украинской группы «ВИА Гра», с клипа на который началась деятельность группы. В дальнейшем был включён в дебютный альбом «Попытка № 5» и его переиздание.

## История
Премьера как песни, так и видеоклипа, состоялась 3 сентября 2000 года на телеканале Biz-TV. 12 сентября была выпущена пиратская версия песни. По словам современников, видеоклип и песню крутили «по десять раз в день». Во время съёмок произошёл казус: по мнению режиссёра, платье, в котором пела Алёна, не сочеталось в кадре с костюмом Грановской, поэтому его было решено перекрасить в золотой, из-за запаха краски Винницкой стало плохо на съёмках.

## Видеоклип
Клип является дебютным для группы. Снимался летом 2000 года в Киеве, на киностудии имени Довженко. Суть видеоклипа в том, что иногда трудно найти свою вторую половинку, и это получается только с пятой попытки. Режиссёр клипа Макс Паперник.

## Коммерческий успех
- 2001 — «Золотой граммофон»
- 2001 — «Стопудовый хит»[3]
- 2001 — «Золотая жар-птица»[9]
- 2001 — «Таврийские игры» («Лучшая песня»)[10]

## Критика
Группа упоминается в критичном контексте в известном романе «Записки украинского сумасшедшего» (укр. Записки українського самашедшого) украинской писательницы Лины Костенко, в том числе есть упоминание о песне «Попытка номер пять». Клип идёт, в некотором понимании, вразрез с традиционными украинскими ценностями, которые преследуют верность своей второй половинке, а также недопустимость интимных отношений до свадьбы.
Журнал «Афиша» включил песню в 99 русских хитов периода 1991—2011 годов.
По мнению продюсера группы и автора песни Константина Меладзе «Попытка № 5 — она такая игривая, незамысловатая и весёлая, простая и похожая на считалочку».

## Участники записи
- Алёна Винницкая (вокал)
- Марина Модина (бэк-вокал)
- Наталья Гура (бэк-вокал)